# HiPER

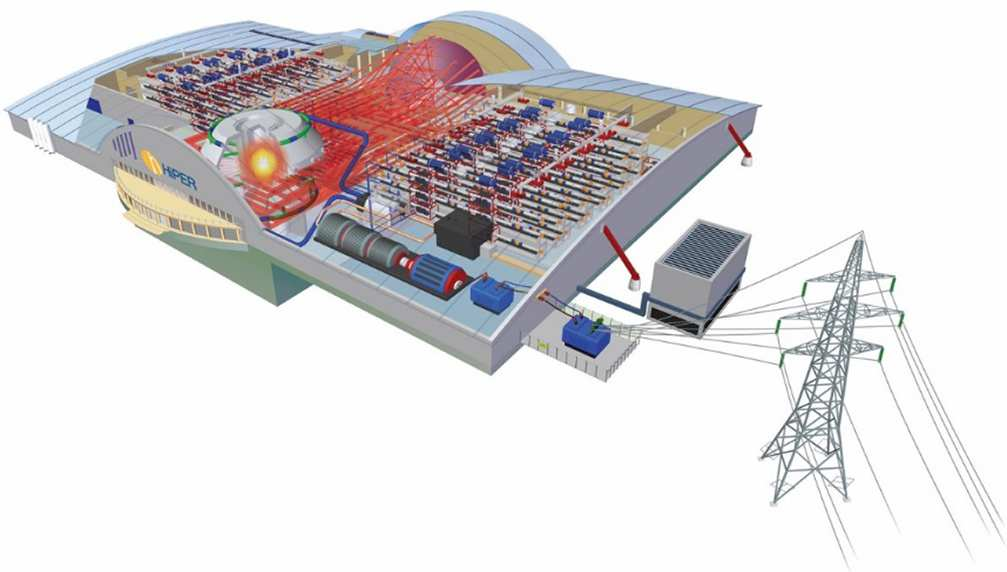
Impresión artística de la Instalación de Investigación de Energía Láser de Alta Potencia (HiPER)

HiPER, (High Power laser Energy Research, Investigación sobre Energía con Láseres de Alta Potencia) es una instalación experimental para lograr la fusión por confinamiento inercial (FCI) mediante láser. Actualmente se encuentra en fase de diseño y es un proyecto para la Unión Europea. HiPER es el primer experimento diseñado específicamente para estudiar la "ignición rápida" hiper poderoso es tener más fuerza y poder es como sobreponer enfocada a lograr la fusión nuclear utilizando láseres menos potentes que los utilizados en los diseños convencionales y produciendo similares energías de fusión. Esto supone una "ganancia total" en la fusión mucho mayor que la de las instalaciones como el National Ignition Facility (NIF) y una reducción en los costos de construcción cercana al 90%.
No confundir con un experimento de FCI similar en Japón, también conocido como "HIPER" que está fuera de operación.
Nota: Esta entrada es una traducción de la versión inglesa.

## Antecedentes
Artículo principal: mecanismo de la FCI
Las instalaciones de fusión por confinamiento inercial (FCI) inducen mediante láser un calentamiento rápido las capas exteriores de un "blanco" para comprimirlo. El blanco es una pequeña bola esférica que contiene tan sólo unos pocos miligramos de combustible de fusión, por lo general una mezcla de deuterio y tritio, DT. El calor del láser convierte parte de la superficie del blanco en un plasma que hace explotar la superficie. Parte de la capa del blanco es impulsado hacia el interior conforme a la tercera ley de Newton (acción-reacción), colapsándose en un pequeño punto de densidad muy alta. La rápida explosión también crea una onda de choque que viaja hacia el combustible comprimido. Esta onda de choque comprime y calienta aún más al combustible y si la temperatura y la densidad de ese pequeño punto se eleva lo suficiente, se producirán las reacciones de fusión.
Las reacciones de fusión liberan partículas de alta energía y algunas de ellas (sobre todo, las partículas alfa) colisionan con el combustible a alta densidad de su alrededor. Esto calienta adicionalmente el combustible que puede seguir fusionándose. Si las condiciones de densidad y temperatura del combustible son adecuadas , este proceso de calentamiento puede provocar una reacción en cadena, fusionando el combustible desde el centro donde la onda de choque empezó la reacción hacia afuera. Esta situación es conocida como "ignición" y puede conducir a que una porción significativa del combustible del blanco se fusione con la consiguiente liberación de una cantidad significativa de energía.
Hasta la fecha la mayoría de los experimentos de FCI han usado láseres para calentar el blanco. Los cálculos muestran que esa energía debe ser entregada rápidamente para comprimir el núcleo antes de que se disperse y para crear una onda de choque adecuada. Además, la energía debe ser enfocada en la superficie exterior del blanco de la manera más homogénea posible para que el colapso del combustible sea simétrico con respecto al centro. Aunque se han sugerido otros inductores, en especial los iones pesados de los aceleradores de partículas, los láseres son actualmente los únicos sistemas que poseen la combinación adecuada de características.

## Descripción
En el caso de HiPER, el sistema "inductor" por láser es similar a los ya existentes, como el de NIF, pero considerablemente más pequeños y de menor potencia. El "inductor" se compone de una serie de líneas de haz que contienen cristades de Nd como amplificadores láser en un extremo de la instalación. Justo antes de disparar, el cristal es "excitado" a un estado de alta energía con una serie de flashes con lámparas de xenón, causando una inversión de población en los átomos del cristal de neodimio (Nd). Esto permite a los cristales amplificar mediante emisión estimulada la luz láser generada en una fibra óptica que les llega. El cristal no es particularmente eficiente en la transferencia de energía al haz láser por lo que, a fin de obtener la mayor energía posible, el haz se hace pasar por el cristal amplificador cuatro veces reflejándolo en una cavidad con espejos. Cuando este proceso se completa, una célula de Pockels permite a la luz salir de la cavidad. Uno de los problemas del proyecto HiPER es que los cristales de Nd se han dejado de producir comercialmente, por lo que se han considerado otras opciones para garantizar el suministro de los cerca de 1.300 cristales necesarios.
Tras la amplificación, el haz láser se introduce en un filtro espacial para corregir su forma. El filtro utilizado es esencialmente un telescopio que enfoca el haz sobre un pequeño orificio situado en el centro focal, de modo que elimina toda inhomogeneidad del haz láser que no pase por el orificio. Después, el haz se ensancha hasta llegar a una segunda lente que lo hace paralelo de nuevo. Son estos filtros espaciales los que hacen que las líneas de láser de FCI sean tan largas. En el caso de HiPER, los filtros representan alrededor de 50% de la longitud total de la instalación. El ancho del haz de salida es de aproximadamente de 40 cm × 40 cm.
Uno de los problemas encontrados en los experimentos anteriores, en particular en el láser Shiva, fue que la luz infrarroja proporcionada por los láseres de cristal de Nd(de una lonngitud de onda de ~ 1054 nm en vacío) se acopla fuertemente con los electrones alrededor del blanco, perdiéndose una cantidad considerable de energía para el calentamiento del blanco. Normalmente, esto se resuelve a través del uso de un multiplicador de frecuencia óptico, que duplica (a luz verde) o triplica (a luz ultravioleta) la frecuencia de la luz. Estas frecuencias más altas interactúan con menos fuerza con los electrones, depositando más energía en el blanco. HiPER usará el triplicado de la frecuencia en el láser "impulsor".
Cuando el proceso de amplificación y corrección se completa, la luz láser penetra en la cámara experimental situada en un extremo del edificio. Allí se refleja en una serie de espejos deformables que ayudan a corregir las imperfecciones que quedan en el frente de onda y luego se direcciona al blanco dentro de la cámara desde todos los ángulos. Como las distancias entre los finales de las líneas de haz y el blanco son diferentes, se introducen retrasos en los caminos individuales para asegurarse que todos los haces láser llegan al centro de la cámara al mismo tiempo, con un margen de error de unos 10 ps. El blanco en el caso de HiPER será posiblemente una celda de combustible de fusión de aproximadamente de 1 mm de diámetro que se ha de colocar en el centro de la cámara.
HiPER se diferencia de la mayoría de las instalaciones de FCI en que también incluye un segundo conjunto de láseres para calentar directamente el combustible comprimido. El pulso para calentar ha de ser muy corto, de 10 a 20 ps, pero esta duración es tan corta que los amplificadores no pueden hacer bien su trabajo. Para resolver este problema HiPER utiliza una técnica conocida como amplificación del pulso por trino(APT). A diferencia del haz láser "impulsor" que utiliza una fuente monocromática (una sola frecuencia), la APC parte de una fuente láser de pulso corto con un gran ancho de banda (multi-frecuencia). La luz de este pulso inicial se divide en diferentes colores con un par de redes de difracción y retardadores ópticos. Este sistema "estira" el pulso en una cadena de varios nanosegundos de largo. Después, el pulso se envía a los amplificadores y cuando sale de las líneas de haz se recombina en un sistema similar de redes de difracción para producir de nuevo y único pulso muy corto. Debido a que ahora el pulso es de muy alta potencia, las redes tienen que ser grandes (aprox. 1 m) y estar colocadas en vacío. Además, los haces individuales se han de atenuar un poco; el lado de compresión del sistema usa 40 haces de luz de unos 5 kJ cada uno para generar un total de 200 kJ, mientras que la parte de ignición requiere 24 haces de luz de poco menos de 3 kJ para generar un total de 70 kJ. El número exacto y la potencia de las líneas de luz es todavía un tema sin zanjar. La multiplicación de frecuencia también se utilizará en los haces para la ignición, pero no se ha decidido todavía si se utilizará el duplicado o triplicado (este último proporciona más potencia sobre el blanco, pero su obtención es menos eficiente). A fecha de 2007 se planea utilizar el duplicado (verde) como diseño de referencia.

## Ignición Rápida en HiPER
En las instalaciones tradicionales de FCI el láser "inductor" se utiliza para comprimir el blanco a muy altas densidades. La onda expansiva creada por este proceso calienta aún más el combustible comprimido cuando choca en el centro de la esfera. Si la compresión es suficientemente simétrica, el aumento de la temperatura puede crear condiciones parecidas a los criterios de Lawson, conduciendo a una significativa producción de energía de fusión. Si la tasa de fusión resultante es bastante alta, la energía liberada en estas reacciones calentará el combustible colindante a temperaturas similares, induciendo también su fusión. En este caso, conocido como "ignición", una porción significativa del combustible se fusionará liberando grandes cantidades de energía. La ignition es el objetivo fundamental de cualquier instalación de fusión. La cantidad de energía láser necesaria para comprimir de manera efectiva los blancos a las condiciones de ignición es bastante superior a la que se presuponía en un principio. En los "primeros días" de la investigación de la FCI en la década de 1970 se creía que tan sólo 1 kilojulio (kJ) sería suficiente y se construyeron una serie de haces láser con el fin de alcanzar estos niveles de energía. Cuando los pusieron en práctica, una serie de problemas, generalmente relacionados con la homogeneidad de la compresión, generaban serias perturbaciones en la simetría de la implosión que daban lugar a temperaturas mucho más bajas que las que originalmente se esperaban. En de la década de 1980 la energía que se consideraba necesaria para alcanzar la ignición subió al rango de megajulios, lo que hacía de la FCI un método poco práctico para la producción de energía de fusión. Por ejemplo, el National Ignition Facility (NIF) utiliza alrededor de 330 MJ de energía eléctrica para bombear los láseres "inductores" y en el mejor de los casos se espera que produzca unos 20 MJ de energía de fusión. Por lo tanto, sin avances espectaculares en la producción, tal dispositivo no será una fuente de energía práctica.
El sistema de ignición rápida intenta evitar estos problemas. En lugar de utilizar la onda de choque para crear las condiciones necesarias para la fusión, se utiliza un segundo pulso láser para calentar directamente el combustible. Su efecto es mucho mayor que el de la onda de choque que pasa a un segundo plano. En HiPER, la compresión proporcionada por el "inductor" es buena, pero lejos de la creada por grandes instalaciones como NIF; el láser "inductor" en HiPER es de alrededor de 200 kJ y produce densidades de alrededor de 300 g / cm ³ que es aproximadamente un tercio de la de NIF y similar a la generada por el láser NOVA a principios de la década de los 80. Aun así, si comparamos esta densidad con la del plomo, de unos 11 g / cm³, vemos que representa una considerable compresión, sobre todo cuando se considera que en el interior del blanco tenemos unas densidades iniciales de unos 0,1 g / cm³ de DT.
La ignición se inicia mediante un pulso láser muy corto (~ 10 picosegundos) de ultra alta potencia (~ 70 kJ, 4 PW), dirigido al centro del blanco y que atraviesa el plasma inicial. La luz de este pulso interactúa con el combustible, generando una cascada de electrones relativistas de alta energía (3,5 MeV) que fluyen hacia el centro del combustible. Los electrones calentarán una región pequeña dentro del núcleo denso y, si ese calentamiento es bastante localizado, se espera conseguir llevar a esa región a temperaturas lo suficientemente altas para producir la ignición.
La eficacia global de este enfoque es mucho mayor que la del enfoque convencional. En el caso de los láseres de NIF se generan cerca de 4 MJ de energía en el infrarrojo para lograr la ignición que posteriormente liberará unos 20 MJ de energía. Esta cifra equivale a una ganancia en la fusión - la relación entre la energía generada con respecto a la energía laser introducida- de 5. Utilizando las referencias actuales para el diseño de HiPER, los dos láseres (inductor y calentador) inyectan cerca de 270 kJ en total pero generan de 25 a 30 MJ, lo que significa una ganancia de alrededor de 100. Teniendo en cuenta una serie de pérdidas, la ganancia real se prevé que ronde los 72. Esto no sólo supera con creces la eficiencia de NIF sino que, además, al utilizar láseres más pequeños supone un ahorro en los costes de construcción. En términos de potencia-costo, se espera que HiPER sea un orden de magnitud más barato que las instalaciones convencionales, como NIF.
El problema de la compresión ya se conoce con bastante detalle con lo que HiPER está primordialmente interesado en explorar la física subyacente del proceso de calentamiento rápido. La rapidez con que los electrones se frenan en el combustible no está clara todavía; mientras que su comportamiento se conoce en materiales a presiones normales, no está definido en condiciones de ultraalta densidad como es el caso del combustible comprimido. Para que fueran eficientes, los electrones deberían frenarse cuanto antes, de modo que depositaran su energía en el menor espacio posible y así elevaran la temperatura (energía por unidad de volumen) lo más que pudieran.
Cómo conseguir que la luz láser llegue al núcleo comprimido es también una cuestión para futuras investigaciones. Existe un método que utiliza un breve impulso de un tercer láser que calentaría el plasma fuera del núcleo denso, haciendo un agujero a través de él y exponiendo el combustible comprimido en su interior. Este enfoque se pondrá a prueba en el sistema OMEGA-EP en los EE. UU. Otro método, probado con éxito en el láser GEKKO XII en Japón, utiliza un cono de oro cuya punta es introducida en una pequeña área del blanco; esa zona queda libre de plasma y deja un agujero por el que puede entrar el láser a través del interior del cono. Actualmente, HiPER se está planteando el uso del cono de oro, pero no descarta el método de "agujerear" el plasma con un tercer láser.

## Situación actual
En 2005, HiPER completó los estudios preliminares y esbozó los posibles enfoques y argumentos para su construcción. Dicho informe recibió opiniones positivas de la CE en julio de 2007, pasando a una fase preparatoria a principios de 2008 con el objetivo de dar diseños detallados para el inicio de su construcción en 2011 o 2012.
En paralelo, el proyecto HiPER propone también la construcción de sistemas de láser más pequeños con mayores tasas de repetición. Las lámparas de flash de alta potencia utilizadas para bombear el cristal amplificador hacen que el haz láser se deforme y, por motivos de calentamiento, no puedan volver a ser utilizadas hasta que se hayan enfriado (lo que puede llevar un día). Además, sólo una cantidad muy pequeña del flash de luz blanca generada por los tubos es de la frecuencia adecuada para ser absorbida por el cristal de Nd y por lo tanto útil para la amplificación. Así, en general, sólo de 1 a 1,5% de la energía introducida en los tubos termina en el haz láser.
La clave para evitar estos problemas es la sustitución de las lámparas de flash por sistemas de bombeo más eficientes como los basados en láseres de diodo. Estos son mucho más eficientes en la conversión electricidad-luz, y por lo tanto se calientan menos. Aún más importante, la luz que se genera es bastante monocromática y puede ser sintonizada a frecuencias que pueden ser fácilmente absorbidas por los cristales. Esto significa que se utiliza mucha menos energía para producir cualquier cantidad determinada de luz láser, reduciendo aún más la cantidad total de calor generado. La mejora en la eficiencia puede ser dramática. Para que nos hagamos una idea, las instalaciones experimentales existentes operan con una eficiencia global del 10% que posiblemente aumentará a un 20% en las instalaciones planificadas a "corto plazo".
HiPER propone construir un demostrador bombeado por diodos que produzca 10 kJ con frecuencias de repetición de 1 Hz o 1 kJ a 10 Hz dependiendo de la elección final de diseño. Los láseres de alta repetición más potentes que operan actualmente producen todavía muy poca energía; MERCURY en Livermore , EE. UU., da aproximadamente 70 J, HALNA en Japón ~ 20 J, y LUCIA en Francia ~ 100 J. El demostrador de HiPER debería proporcionar entre 10 y 500 veces más energía que cualquiera de estos.
Con el fin de hacer un generador de energía comercial, la ganancia de una instalación como HiPER debería combinar un sistema blanco-láser de alta repetición y una cámara capaz de extraer esa energía. Instalaciones post-HiPER tendrán que cubrir áreas de investigación que se encarguen de desarrollar métodos prácticos para optimizar la extracción de calor de la cámara de reacción, de proteger la instalación del flujo de neutrones generados por las reacciones de fusión y de la producción de tritio a partir de este flujo a fin de producir más combustible para el reactor.